# Dialetto tabarchino
Il tabarchino (in ligure tabarchin) è una varietà della lingua ligure parlata nelle isole dell'arcipelago del Sulcis, nella Sardegna sud-occidentale.
Era parlata in Spagna sull'isola di Nueva Tabarca a una ventina di chilometri da Alicante e, originariamente, a Tabarca, nell'odierna Tunisia, da cui prende nome.

## Diffusione
Il tabarchino è parlato nei comuni di Carloforte (U Pàize) nell'isola di San Pietro (San Pé) e di Calasetta (Câdesédda), nell'isola di Sant'Antioco (Sant'Antióccu), nell'arcipelago del Sulcis, nella provincia del Sud Sardegna nella parte sud-occidentale dell'isola.
È parlato, secondo stime recenti (2007), dall'87% degli abitanti di Carloforte, dal 68% degli abitanti di Calasetta, dal 72% dei bambini di Carloforte e dal 62% dei bambini di Calasetta in età scolare. Gruppi di emigrati che mantengono un uso familiare del tabarchino sono residenti in Sardegna a Carbonia, Iglesias, Cagliari (circa 5.000 persone) e a Genova.

## Storia del ligure dalla Tunisia a Carloforte e Calasetta
Alcuni pescatori di corallo provenienti dalla Liguria e in particolare dalla cittadina di Pegli, a ovest di Genova, ora quartiere del capoluogo, attorno al 1540 andarono a colonizzare Tabarca, isola assegnata dall'imperatore spagnolo Carlo V alla famiglia Lomellini, nell'odierna Tunisia ma vicina al confine con l'Algeria; qui la comunità prosperò fino ai primi anni del XVIII secolo, sviluppando anche un intenso commercio con le popolazioni del retroterra, sfruttando la propria caratteristica di enclave europea sulla costa maghrebina. Mutate le condizioni politiche in seguito all'accresciuta ingerenza della Francia e all'esigenza della nuova dinastia tunisina degli Husainidi di rafforzare il proprio controllo sul territorio, nel 1738 una parte della popolazione preferì trasferirsi in Sardegna, sull'isola di San Pietro; nel 1741 Tabarca fu occupata dal bey di Tunisi, e gli abitanti rimasti divennero schiavi, ma Carlo Emanuele III di Savoia, Re di Sardegna, riscattò una parte di questa popolazione, portandola ad accrescere nel 1745 la comunità di Carloforte. Altri Tabarchini rimasero schiavi e furono ceduti al bey di Algeri, che a sua volta nel 1769 li affidò dietro pagamento di un riscatto al re di Spagna, Carlo III, il quale fece da loro popolare l'isola di Nueva Tabarca vicino ad Alicante. Una parte dei Tabarchini rimasti a Tunisi in condizione di libertà si trasferirono nel 1770, su invito del maggiorente carlofortino Giovanni Porcile sull'isola di Sant'Antioco, dove fondarono Calasetta. Gli ultimi Tabarchini rimasti in Tunisia, prevalentemente nei porti di Tunisi, Biserta e Sfax, costituirono un millet, minoranza etnico-linguistica e religiosa riconosciuta dal bey di Tunisi, e come tale godettero di una certa tutela: molti di loro fecero parte dell'amministrazione della Reggenza soprattutto sotto il regno di Ahmed I, figlio a sua volta di una schiava tabarchina, svolgendo un ruolo attivo nella politica e nell'economia del paese, spesso a diretto contatto con imprenditori liguri quali Giuseppe Raffo e Raffaele Rubattino. L'uso del tabarchino in Tunisia è attestato fino ai primi del Novecento quando, con l'instaurazione del protettorato francese, la maggior parte dei Tabarchini optò per la naturalizzazione. I loro discendenti vivono oggi prevalentemente in Francia.

## Riconoscimento legislativo
Né il tabarchino né i dialetti liguri in genere sono riconosciuti dallo stato italiano come lingue, né quindi i relativi parlanti come minoranza linguistica. Il riconoscimento giuridico deriva dal quarto comma del secondo articolo della Legge Regionale dell'11 settembre 1997 della Regione Autonoma della Sardegna sulla Promozione e valorizzazione della cultura e della lingua della Sardegna che riconosce al tabarchino la stessa valenza alle altre lingue diffuse sull'isola, quale "patrimonio culturale" linguistico della regione Sardegna, con queste parole:
Il mancato riconoscimento del tabarchino come lingua minoritaria ha suscitato proteste e dibattito da parte di alcuni linguisti ed è uno degli argomenti sui quali questi linguisti basano la loro critica alla legislazione italiana in materia, considerata lesiva nei confronti di questo gruppo le cui caratteristiche di impianto, di autocoscienza linguistica, di fedeltà all'uso della parlata corrisponderebbero alla qualifica di "minoranza linguistica storica" prevista dalla legge. Diverse proposte legislative sono state finora proposte per ottenerne il riconoscimento.
Secondo Daniele Bonamore il ligure di Pegli è un dialetto che non è ammesso a tutela perché "l'idioma ligure non è ammesso a tutela".  La legislazione sarda riserva al dialetto tabarchino esclusivamente una valorizzazione culturale.  La L.r. della regione Sardegna, 15 ottobre 1997.n.26, è intitolata “promozione e valorizzazione della cultura e della lingua della Sardegna" e cita solo in un piccolo recesso, il n. 4 dell'art. 2, il dialetto tabarchino, senza più nominarlo in tutto il testo di legge. Nella L.r. della regione Sardegna 3 luglio 2018 n. 22 all'art.2 punto 2 lettera b) manca il vocabolo "tutela" presente invece nella lettera a), riservando solo una promozione e valorizzazione culturale al tabarchino che viene elencato nella lettera b) assieme ai dialetti sassarese e gallurese; in nessun articolo della legge sopra citata la parola tabarchino è preceduta dall'appellativo "lingua" né viene riconosciuto alla comunità parlante il tabarchino lo status giuridico di minoranza linguistica, avendo riservato il legislatore regionale la tutela linguistica alle sole comunità etnico-linguistiche parlanti la lingua sarda e la lingua catalana di Alghero.

## Caratteristiche
Il tabarchino è prossimo, ma non identico, al genovese (ligure) moderno in virtù dei continui rapporti economici e culturali intrattenuti dalla popolazione con l'antica madrepatria, sia al tempo del soggiorno tunisino che dopo la fondazione delle comunità in Sardegna, a causa del relativo isolamento ne è invece sostanzialmente più conservatore per diverse forme letterarie e grammaticali. 
Curiosa è la ovvia perdita, in terra tunisina, di pochi vocaboli legati al clima di origine: per il ghiaccio, il gelo e la neve, (riacquistati poi dall'italiano, con la colonizzazione sarda), e la conservazione invece di diversi vocaboli propri, desueti o modificati negli ultimi secoli a Genova.
Qui in particolare il tabarchino di Calasetta è rimasto meno esposto all'influsso del genovese standard, per una situazione culturale di maggiore conservazione, malgrado una più forte apertura lessicale verso il retroterra sardo. Entrambi i dialetti hanno un limitato numero di prestiti di derivazione araba e dei francesismi.
Oggi il tabarchino dispone di una grafia normalizzata che agevola il larghissimo uso che se ne fa non solo nella pratica quotidiana, ma anche nell'insegnamento scolastico, per il quale sono stati redatti dal corpo insegnante adeguati sussidi didattici. La notevole vitalità dell'uso anche presso le più giovani generazioni fa del tabarchino un caso unico nel contesto delle minoranze linguistiche presenti in Italia, e il tabarchino risulta la varietà tradizionale maggiormente diffusa in Sardegna nell'ambito territoriale di sua storica pertinenza.

## Grammatica

### Articolo
- articoli determinativi maschile singolare: u / l'
- articoli determinativi femminile singolare: a / l'
- articoli determinativi maschile plurale: i
- articoli determinativi femminile plurale: e (Carloforte) / i (Calasetta)
- articoli indeterminativi maschile singolare: in (forma contratta 'n)
- articoli indeterminativi femminile singolare: ina (forma contratta in' / 'na)

### Pronome
- pronomi personali (forme toniche): mi, ti, lé, niotri/nuoitri, niotre/nuoitre, viotre/vuotri, viotre/vuiotre, lù, liotri/luiotri, liotre/luiotre
- pronomi personali (forme riflessive): lé, lù/liotri/liotre/luiotri/luiotre
- pronomi personali (forme atone soggettive): ti, u/u l', a/a l'
- pronomi personali (forme atone oblique): me, te, au (Carloforte)/ô (Calasetta)/û, â/l'(complemento oggetto)/ghe (complemento di termine), ve, ai (Carloforte)/ê (Calasetta)/î/l'(complemento oggetto)/ghe (complemento di termine)

Forme poco usate come pronomi personali di forma riflessiva sono nuì e vuì a Carloforte, i pronomi personali atoni soggettivi vanno messi sempre prima del verbo.

### Aggettivi possessivi
- mé, tó, só, nóstru/nóstri, nóstra/nóstre, vóstru/vóstri, vóstra/vóstre, só

### Aggettivi e pronomi dimostrativi
- maschile singolare: stu/quéstu/quéllu
- femminile singolare: sta/quésta/quélla
- maschile plurale: sti/quésti/quélli
- femminile plurale: ste/quéste/quélle

### Aggettivi e pronomi dimostrativi di identità
- méximu/màiximu (frequenti a Carloforte), stéssu/istéssu (Calasetta)

### Aggettivi e pronomi indefiniti singolativi
- quorche, quarchedün, quarchedüña, quarcósa/quorche cósa, ün/ünna, dôtrài, dôtre, otru, otra, otri, otre

Inoltre di origine italiana sertu/certu davanti al nome o all'articolo indeterminativo, come pronome è usato poco, come pronome plurale sempre di origine italiana serti, più usato di de quélli.

### Aggettivi e pronomi indefiniti collettivi
- pronome singolare maschile: ün pe l'otru (chiunque)
- pronome singolare femminile: ünna pe l'otra (chiunque)
- pronome plurale maschile e femminile: chi sun sun (chiunque)
- aggettivo singolare maschile e femminile: ógni (ogni)
- pronome singolare maschile: ognidün (ognuno)
- pronome singolare femminile: ognidünna (ognuna)
- pronome e aggettivo singolare maschile: tüttu (tutto)
- pronome e aggettivo singolare femminile: tütta (tutta)
- pronome e aggettivo plurale maschile: tütti (tutti)
- pronome e aggettivo plurale femminile: tütte (tutte)

### Preposizioni
- de, à, da, (in, inte), cun, in sce, pe, tra, fra

### Verbi
Essere
Infinito
Ésse
Indicativo
Presente:
- Mi sun
- Ti t'é
- Le u l'è
- Niòtri sémmu
- Viòtri sài
- Liòtri sun/en

Imperfetto:
- Mi éa
- Ti t'éi
- Lé u l'éa
- Niòtri ému
- Viòtri éi
- Liòtri éan

Futuro semplice:
- Mi saió
- Ti ti saiè
- Lé u saiò
- Niòtri saiému
- Viòtri saiài
- Liòtri saiàn

Passato Prossimo:
- Mi sun stètu
- Ti t'é stètu
- Lè u l'è stètu
- Niòtri sémmu stèti
- Viòtri sài stèti
- Liòtri sun / En stèti

Trapassato prossimo:
- Mi éa stètu
- Ti t'éi stètu
- Lé u l'éa stètu
- Niòtri ému stèti
- Viòtri éi stèti
- Liòtri éan stèti

### Genere
- Sono maschili tutti i nomi terminanti in -u, come figgiu (figlio), erbu (albero), libbru (libro), cuogiu (coraggio);
- sono maschili tutti i nomi terminanti in -ù, come pastú (pastore), razù (rasoio), sù (sole);
- sono maschili tutti i nomi terminanti in -àu, come pescàu (pescatore), chignàu (cognato);
- sono quasi tutti maschili tutti i nomi terminanti in -i, come bríndizi (brindisi), lápizi (matita);
- sono quasi tutti maschili tutti i nomi terminanti in -ì, come barì (barile), fì (filo);
- sono maschili i nomi terminanti in -ò, come gatò (croccante), partò (soprabito)
- sono femminili i nomi terminanti in -a, come figgia (figlia), ua (ora), röa (ruota), paggia (paglia), scöa (scuola), sa (sale);
- sono femminili i nomi terminanti in -é, come cuizité (curiosità), libertè (libertà), mué (madre), sité (città);
- sono femminili i nomi terminanti in -ü, come sc-ciavitǖ (schiavitù), virtǖ (virtù), zuentǖ (gioventù);
- sono però maschili e non femminili borba (zio), pappa (papà), bóia (boia), café (caffè), pué (padre);
- possono essere sia maschile che femminile i nomi terminanti in -e, come u dente (dente), u lete (latte), u munte (monte), u punte (ponte), a gente (gente), a lǖxe (luce), a ture (torre);
- possono essere sia maschile che femminile i nomi terminanti in -è, come u barbé (barbiere), u bulanxè (fornaio), a mugè (moglie);
- possono essere sia maschile che femminile i pochi nomi terminanti in -à, come u cascá (cuscus), u bacá (stoccafisso), a cá (casa);
- possono essere sia maschile che femminile i nomi terminanti in -ài, come u piaxái (piacere), u despiaxái (dispiacere), a sái  (sete).

## La tutela legislativa della minoranza linguistica
Il tabarchino in quanto minoranza linguistica, così come le altre alloglossie gallo-italiche della Sicilia e della Basilicata, non gode di tutela da parte dello Stato Italiano. A partire dalla XIV legislatura, è stata presentata alla Camera dei deputati una proposta di legge che prevede una "modifica dell'articolo 2 della legge 15 dicembre 1999, n. 482" affinché vengano incluse anche queste minoranze linguistiche nella legge di tutela. Allo stato attuale, il tabarchino gode solamente di tutela a livello regionale.

## Archivio digitale Ràixe
Ràixe (Spazi digitali per la Cultura Tabarchina) è l'archivio digitale e installazione museale per la cultura tabarchina sito a Calasetta. All'interno della struttura si racconta la storia della comunità tabarchina e dei viaggi da essa compiuti dal 1538 da Genova Pegli verso Tabarka per poi fondare Carloforte nel 1738, Nuova Tabarca nell'aprile del 1770 e, infine, Calasetta nel settembre del 1770.
L'archivio è stato realizzato a seguito dell'avvio del relativo progetto Ràixe nel 2018. Lo scopo dell'iniziativa è quello di riscoprire e valorizzare il patrimonio intangibile della cultura tabarchina tramite la creazione di una rete tra le cinque comunità, la salvaguardia delle antiche radici comuni, il confronto delle tradizioni etnografiche ed antropologiche e la creazione di nuovi canali per la promozione territoriale per favorire lo sviluppo economico e sociale. I documenti digitali in esso raccolti sono frutto del coinvolgimento della popolazione locale e delle comunità tabarchine che hanno contribuito con la condivisione di ricordi, saperi e abilità.